# Peter Ludwig
Peter Ludwig (Coblenza, Renania-Palatinado, 9 de julio de 1925 - Aquisgrán, 22 de julio de 1996) fue un coleccionista de arte e industrial alemán.

## Biografía
El padre de Peter Ludwig era un conocido abogado y su madre procedía de una familia de negocios, Klöckner. El joven Ludwig fue educado en una escuela humanista de Coblenza. En el Universidad de Maguncia, estudió historia del arte, arqueología, historia y filosofía. En 1951 se casó con Irene Monheim, con quien compartió el interés por los artes. Peter Ludwig murió repentinamente el 22 de julio de 1996, a consecuencia de un ataque cardíaco.

## Trayectoria
En 1957, comenzó a trabajar con museos de arte de Colonia y Aachen. A partir de entonces, trabajó con numerosas asociaciones, donó obras para museos y financió la creación de nuevas instituciones. En la década de 1960, se interesó por el Pop art estadounidense y reunió una gran colección basada en el movimiento. También demostró interés por otras tendencias de las artes visuales, así como por la pintura alemana, italiana y rusa.
Ludwig ingresó en la Trumpf Schokolade, empresa del sector de chocolate de propiedad de Leonard Monheim. Bajo su liderazgo, la empresa, que más tarde pasaría a llamarse Ludwig Schokolade, se hizo la mayor compañía del sector en las décadas de 1970 y 1980.

## Colaboraciones
- 1970: Nueva Galería - Colección Ludwig, Aachen
- 1976: Museo Ludwig de Colonia
- 1977: Museo Suermondt Ludwig, Aachen
- 1981: Museo de Arte Moderno Fundación Ludwig de Viena
- 1981: Antikenmuseum Basilea und Sammlung Ludwig, Basilea
- 1983: Ludwig Museum Schloss Oberhausen, Oberhausen
- 1989: Haus Ludwig, Saarlouis
- 1989: Museo Ludwig de Budapest Museum of Contemporary Art, Budapest
- 1991: Ludwig Forum für Internationale Kunst, Aquisgrán
- 1992: Museo Ludwig en la mansión de Alemania, Koblenz
- 1994: Fundación Ludwig de Cuba, La Habana
- 1994: Colección Ludwig, Bamberg
- 1995: Museo Ludwig en el Museo Ruso, San Petersburgo
- 1996: Museo Ludwig de Arte Internacional, Pekín

## Retratos de Peter Ludwig
1. Peter Ludwig, 1980, por Andy Warhol, 100×100 cm.[6]
2. Porträt von Ludwig, 1986, por Arno Breker.[7]